# 코넌 스티븐스
코넌 스티븐스(Conan Stevens, 1969년 11월 30일)는 오스트레일리아의 배우이자 전직 프로레슬링 선수이다.